# Bernard Chouet
Bernard Chouet (* 14. října 1945 Nyon) je švýcarský geofyzik. Objevil, že sopečné výbuchy mohou být předpovídány pozorováním frekvencí určitých seismickým vln, vytvářeným sopkou. Svou metodu použil pro předpověď výbuchu sopek Mont Redoubt na Aljašce a Galeras v Kolumbii v roce 1993.